# Otto Back
Otto Back (1834 - 1917) fou un polític alemany. Fills d'un pastor de la Renània Prussiana, després de la Guerra Franco-Prussiana el 1870 entrà dins l'administració d'Alsàcia-Lorena. El 1872 fou nomenat director de la policia d'Estrasburg, i quan el 1873 fou revocada l'elecció de l'alcalde Ernst Lauth i dissolt el consistori municipal, fou nomenat alcalde d'Estrasburg, càrrec que ocupà fins al 1907, llevat un breu parèntesi entre 1880 i 1887, en què l'alcaldia fou ocupada per Georg Friedrich Stempel.